# Ácido ursodesoxicólico

Ursodiol.

Ácido ursodesoxicólico, también conocido como ursodiol y la abreviación UDCA (del inglés, ursodeoxycholic acid), es un ácido biliar terciario.

## Características
El ácido ursodesoxicólico (UCDA) es un ácido de la bilis altamente lipofílico, que disuelve el colesterol y la grasa en los intestinos, y cuenta con factores inmunes moduladores. Es una droga aprobada que puede limitar el daño al hígado y el efecto del Virus Hepatitis C (VHC). Es considerado como la primera línea de tratamiento para la Cirrosis biliar primaria.